# Jean de La Lande
Pour les articles homonymes, voir Saint Jean et Lalande.
Jean de La Lande ou Jean de Lalande, né à Dieppe en Normandie (France) vers 1619 et mort (décapité) le 18 octobre 1646 à Ossernenon aujourd'hui Auriesville dans l'État de New York, était un « donné » missionnaire en Nouvelle-France.

## Biographie
Jeune charpentier, Jean de La Lande s'offre à 17 ans comme « donné » au service des missionnaires jésuites. Il est envoyé en Nouvelle-France en 1636, et rejoint Trois-Rivières vers 1642. Quelques années plus tard il se porte volontaire pour accompagner le frère Isaac Jogues lorsque celui-ci est envoyé par le supérieur de la mission, Jérôme Lalemant, pour une tentative de paix auprès des Mohawks. Victime des dissensions internes entre les Mohawks, parti à la recherche du corps d'Isaac Jogues, il est tué à coups de tomahawk le 18 octobre 1646ou le lendemain.
Jean de La Lande est canonisé avec le groupe de missionnaires de Nouvelle-France, le 29 juin 1930 par le pape Pie XI. Liturgiquement il est commémoré le 19 octobre par l'Église universelle et au Canada le 26 septembre.

## Vénération et souvenir
- Des reliques de Jean de La Lande ont été déposées à la basilique-cathédrale Notre-Dame de Québec, et à la Tour des Martyrs de Saint-Célestin[3], entre autres lieux.
- La paroisse catholique de Saint-Jean-de-la-Lande ainsi que la municipalité du même nom, érigées respectivement en 1964 et 1965, sont nommées en son honneur. Elles sont situées dans la région du Bas-Saint-Laurent au Québec (Canada)[4].
- Une autre paroisse du même nom, fondée en 1932, et la municipalité correspondante érigée en 1933, rappellent également la mémoire du saint[5]. Elles sont situées dans la région Chaudière-Appalaches au Québec.
- Il est également le patron de la paroisse catholique Saint-Jean LaLande à Blue Springs dans le Missouri.